# Линейные крейсера типа B-65
Линейные крейсера типа B-65 — нереализованный проект линейных крейсеров японского императорского флота начала 1940-х годов.

## История создания
После принятия в США актов 14 июня («Третий план Винсона») и 19 июля («Программа двух океанов») 1940 года японский Морской генеральный штаб (МГШ) пересмотрел обсуждавшиеся с 1938 года проекты пятой и шестой программ пополнения флота. Предложенный 7 января 1941 года вариант программ включал в себя постройку в десятилетний срок 28 новых крейсеров, в том числе шестёрки больших — «Супер A». Эти корабли должны были стать ответом на американские линейные крейсера типа «Аляска», заказ на которые был выдан 5 сентября 1940 года и которые по данным японской разведки должны были осуществлять прикрытие главных сил флота. Входившие в проект пятой программы две единицы должны были составить 8-ю дивизию, а четыре единицы из шестой — 7-ю. Оба соединения планировалось включить в состав Второго флота и использовать для защиты его крейсеров и эсминцев в ночных торпедных атаках против американского флота.
Два крейсера проекта B-65 (обозначение МГШ — V-16) из пятой программы, известные под временными номерами 795 и 796, предполагалось заложить на верфи Арсенала флота в Курэ в 1943—1944 годах и передать флоту в 1945—1946 годах. Однако из-за начала реализации первого этапа военных приготовлений 15 ноября 1940 года и чрезвычайной загрузки судостроительных предприятий перспективы выполнения амбициозных планов стали малореальными. 6 ноября 1941 года постройка корпусов № 795 и 796 была отложена на неопределённый срок. После поражения при Мидуэе пятая программа пополнения флота была отменена, заменившая её 21 сентября 1942 года программа пополнения военных кораблей военного времени больших крейсеров уже не включала.

## Конструкция
Основным вооружением крейсеров должны были стать проектировавшиеся 310-мм орудия Тип 0 с длиной ствола в 50 калибров в трёх трёхорудийных башнях. Дальность их стрельбы 561-кг бронебойным снарядом достигала 32920 метров, скорострельность — трёх выстрелов в минуту. Для управления их огнём предусматривались два директора Тип 94 с 8-м дальномерами. Также рассматривался вариант с главным калибром из шести 360-мм орудий с длиной ствола 45 калибров в трёх двухорудийных башнях.
ПВО крейсеров должна была включать шестнадцать 100-мм орудий Тип 98 с длиной ствола 65 калибров в восьми двухорудийных установках Тип 98 мод. А мод.1 и четыре строенных 25-мм автоматов Тип 96 в центральной части корабля, а также два спаренных 13,2-мм пулемёта Тип 93 на мостике. Для управления огнём 100-мм орудий и 25-мм автоматов предусматривалось четыре ПУАЗО Тип 94, 13,2-мм пулемётов—директор Тип 95.
Броневая защита крейсеров проектировалась, исходя из требований выдерживать обстрел 305-мм снарядами с дальности в 20000—30000 метров и прямые попадания 800-кг авиабомб. Она включала в себя главный пояс из закалённой хромоникелевой стали Виккерса толщиной 190 мм с наклоном в 20° и броневую палубу из гомогенной брони толщиной 125 мм.

## Сравнение с аналогами
| Сравнительные ТТХ больших крейсеров 1940-х годов |                                                   |                                                                |                                                        |                                                 |
|                                                  | «Аляска»                                          | «B-65»                                                         | Тип «О»                                                | Проект 69                                       |
| Год разработки проекта                           | 1940                                              | 1941                                                           | 1940                                                   | 1939                                            |
| Планировалось/заложено/вступило в строй          | 6/3/2                                             | 4/—/—                                                          | 3/3/—                                                  | 15/2/—                                          |
| Водоизмещение, стандартное/полное, т             | 29779/34253                                       | 31400/34950                                                    | ?/35720                                                | 35250/41540                                     |
| Главный калибр                                   | 9 (3×3) 305-мм/50 Mk 8                            | 9 (3×3) 310-мм/50 Тип 0                                        | 6 (3×2) 380-мм/48 SKC/34                               | 9 (3×3) 305-мм/55 Б-50                          |
| Среднекалиберная и универсальная артиллерия      | 12 (6×2) 127-мм/38 Mk 12                          | 16 (8×2) 100-мм/65 Тип 98                                      | 6 (3×2) 150-мм/52,4 SKC/28 8 (4×2) 105-мм/63,3 FlaK 38 | 8 (4×2) 152-мм/58,6 Б-38 8 (4×2) 100-мм/56 Б-34 |
| Малокалиберная зенитная артиллерия               | 56 (14×4) 40-мм/56 «Бофорс», 34 × 20-мм «Эрликон» | 12 (4 × 3) — 25-мм/60 Тип 96 4 (2 × 2) 13,2-мм пулемёта Тип 93 | 8 (4×2) 37-мм/83 SKC/30 20 × 20-мм/65 FlaK 30          | 28 (7×4) 37-мм/73,5 70-К                        |
| Авиационное вооружение                           | 2 катапульты, 4 гидросамолёта                     | 1 катапульта, 3 гидросамолёта                                  | 1 двойная катапульта, 4 гидросамолёта                  | 1 катапульта, 2 гидросамолёта                   |
| Броневая защита                                  | 229 мм пояс, 102 мм палуба                        | 190 мм пояс, 125 мм палуба                                     | 190 мм пояс, 80 мм палуба                              | 230 мм пояс, 90 мм палуба                       |
| Энергетическая установка                         | паротурбинная, 150 000 л. с.                      | паротурбинная, 170 000 л. с.                                   | дизельная и паротурбинная, 175 000 л. с.               | паротурбинная, 201 000 л. с.                    |
| Максимальная скорость, узлов                     | 33                                                | 33                                                             | 35                                                     | 33                                              |
| Дальность плавания, миль (скорость)              | 12000 (15)                                        | 8000 (18)                                                      | 14000 (19)                                             | 8300 (14,5)                                     |
| Экипаж, человек                                  | 1517                                              | 1300                                                           | 1965                                                   | 1037                                            |